# 탈티비오스

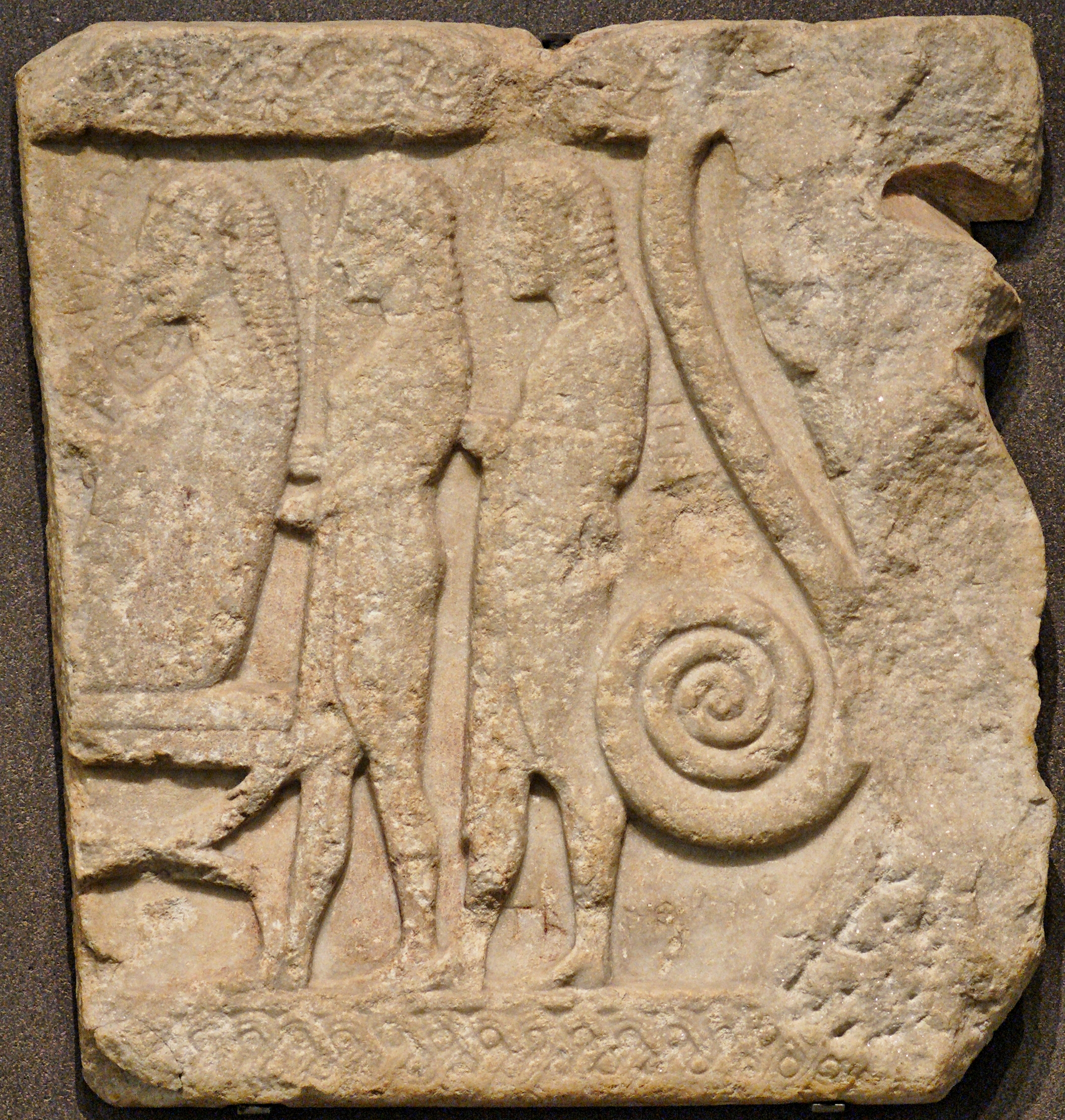
아가멤논, 탈티비오스, 에페이오스. 사모트라케의 부조, 기원전 560년경, 루브르 박물관 소장.

탈티비오스(그리스어: Ταλθύβιος)는 그리스 신화의 트로이 전쟁에서 그리스 연합군의 총사령관인 아가멤논의 전령이었다. 에우리바테스는 그의 동료이자 아가멤논의 다른 전령이었다.
그는 아가멤논의 명을 받아 브리세이스를 아킬레우스의 막사에서 데려오는 역할을 했고 메넬라오스가 다쳤을 때 의사인 마카온을 데리러 가기도 했다. 그는 또한 아가멤논이 신들에게 제사를 드릴 때 제물을 맡아 보는 역할도 했다.
그리스 비극 작가 에우리피데스의 트로이의 여인들과 헤카베에도 탈티비오스가 등장한다.

## 같이 보기
- 에우리피데스
- 호메로스